# 波特里
波特里（英语：Portree；苏格兰盖尔语：Port Rìgh），是英国苏格兰高地行政区的一个城镇，位于内赫布里底群岛斯凯岛上。总人口1917（2001年）。波特里为斯凯岛最大的城镇。斯凯岛唯一的中学-波特里中学位于该镇。